# جبر مجرد

تبديلات مكعب روبيك له بنية زمرة. الزمرة هي مفهوم أساسي في الجبر التجريدي.

الجبر المجرَّد (بالإنجليزية: Abstract algebra) حقل رياضي يهتم بدراسة البنى الجبرية مثل الزمر والحلقات والحقول.
تعبير الجبر التجريدي يستعمل حاليا لتمييز هذا الحقلِ عن «الجبر الابتدائي»، الذي يعلم القواعد الصحيحة لمعالجة الصيغِ والتعابير الجبرية التي تتضمن أعدادا حقيقية وعقدية، ومجهولة. في نفس الوقت يشكل الجبر الابتدائي مقدمة لتقديم مفاهيم بعض البنى الجبرية مثل: الحقل الحقيقي والجبر التبديلي. كان الجبر المجرد أحياناً في النصف الأول من القرن العشرين معروفا باسم الجبر الحديث.
تعبير الجبر التجريدي يستعمل أحياناً في الجبر الشامل في حين يستعمل أكثر المؤلفين ببساطة تعبير «جبرِ».

## التاريخ
ظَهرتْ معظم التراكيبَ الجبريةَ أولاً في حقول أخرى مِنْ الرياضياتِ، ثم حددت كفرضيات ودرست في الجبرِ المجرّد.
لهذا السبب، للجبر المجرد ارتباطاتُ مثمرةُ عديدةُ مع كُلّ الفروع الأخرى من الرياضياتِ والفيزياء.

## أمثلة
أمثلة التراكيبِ الجبريةِ مَع عملية ثنائية :
- صهارة
- شبه زمرة quasigroup
- وحدية، زمرة نصفية semigroup، والأكثر أهميةً، الزمر.

أمثلة معقّدة أكثر تتضمن:
- حلقات وحقول
- وحدات وفضاء شعاعي
- جبر على الحقول,
- جبر ترابطي وجبر لي نسبة إلى سوفوس لي
- مشبك Lattice وجبر منطقي (جبر بول)
- أحادية الشكل، الفئات.
- الجسم و الحلقة